# Die Küste (Bremen)
Als Küste wurde das ehemalige Vergnügungsviertel am Bremer Hafen in Bremen-Walle insbesondere von Seeleuten bezeichnet.

## Lage
Die Küste lag am Ausgang des Freihafens bzw. der Überseestadt im Bereich der Nordstraße.

## Geschichte
Die Hoch-Zeit der Küste war in den 1950er und 1960er Jahren. Nach dem raschen Wiederaufbau der kriegsbedingt weitgehend zerstörten Häfen kamen auch immer mehr Seeleute in die Bremer Häfen.
1966 kam in Bremen der erste Container an, und in den 1970er Jahren setzte sich die bargeldlose Zahlung der Heuer durch. Damit war die Haupteinnahmequelle der Clubs und Lokale an der Küste, die Seeleute, weggebrochen. Die Szene wurde ebenfalls kleiner.

## Akteure und Lokale
Unter anderem Bambus-Bar, Krokodil und Golden City waren Namen der Clubs und Bars in diesem Bereich. In die etwa 35 Bars und Tanzlokalitäten kehrten viele Seeleute ein. Auch Besatzungen US-amerikanischer Kriegsschiffe feierten an der Küste.
Die Fotografin Carla Bockholt war von etwa 1948 bis zum Ende der 1960er Jahre an der Küste aktiv: Sie zog von Lokal zu Lokal und machte Erinnerungsfotos für die Gäste.

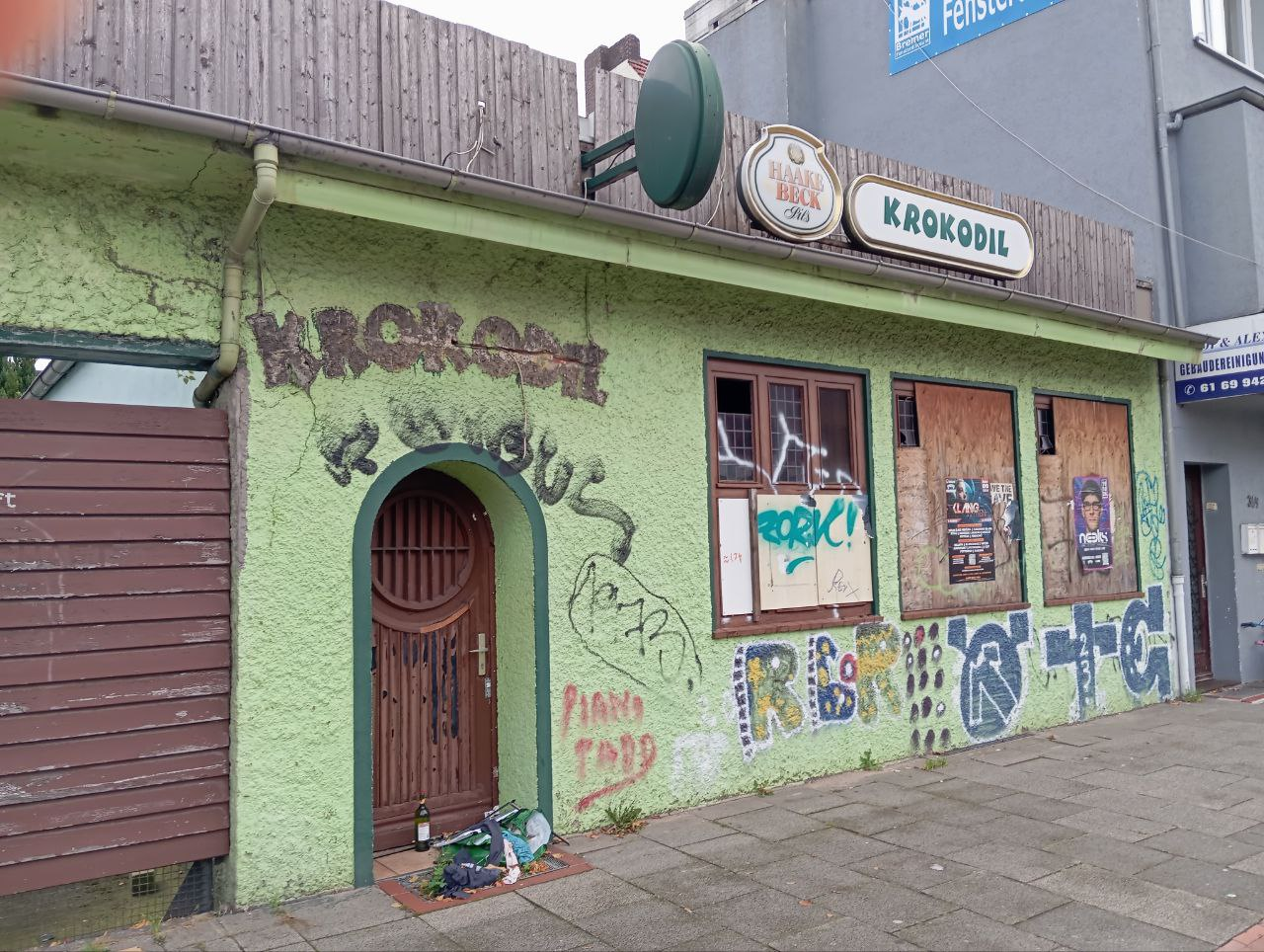
Das „Krokodil“, letztes Überbleibsel und seit 2018 geschlossen (2024)

Seit der Entwicklung des Überseehafens zum Stadtteil Überseestadt existiert seit 2013 das „Golden City“-Projekt, in dem Kulturschaffende in den Sommermonaten ein maritim angehauchtes Kulturprojekt in Erinnerung an die Hoch-Zeiten der Küste gestalten.
Um 2015 gab es noch drei der ehemaligen Lokalitäten an der Nordstraße: die Bambus-Bar, damals umbenannt in Happy Night, der Elefant und das Krokodil. Wenige Jahre später waren auch diese verschwunden.